# Yxhultsbolagets huvudkontor

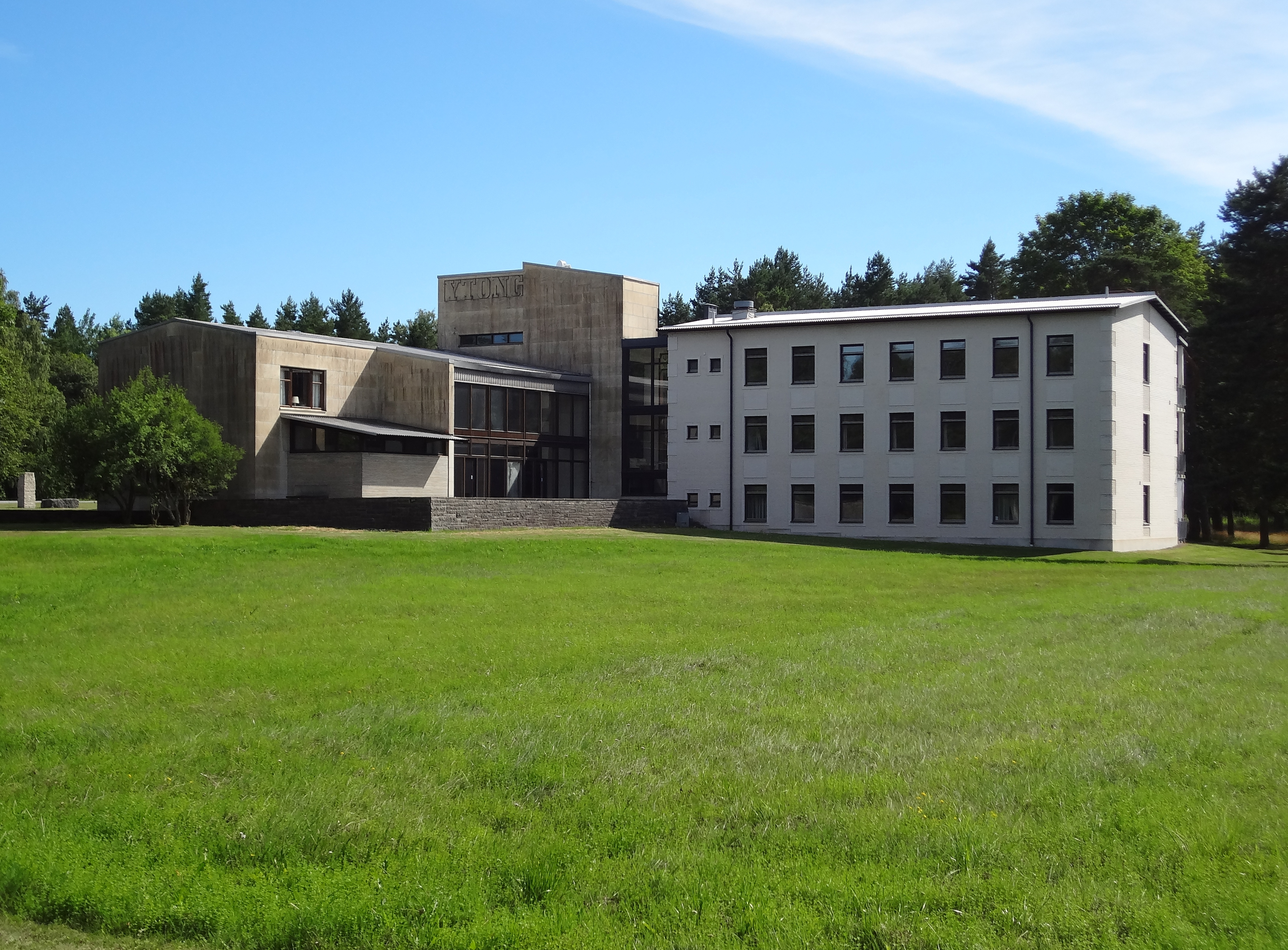
Yxhult AB från baksidan med tillbyggnation i mexisten

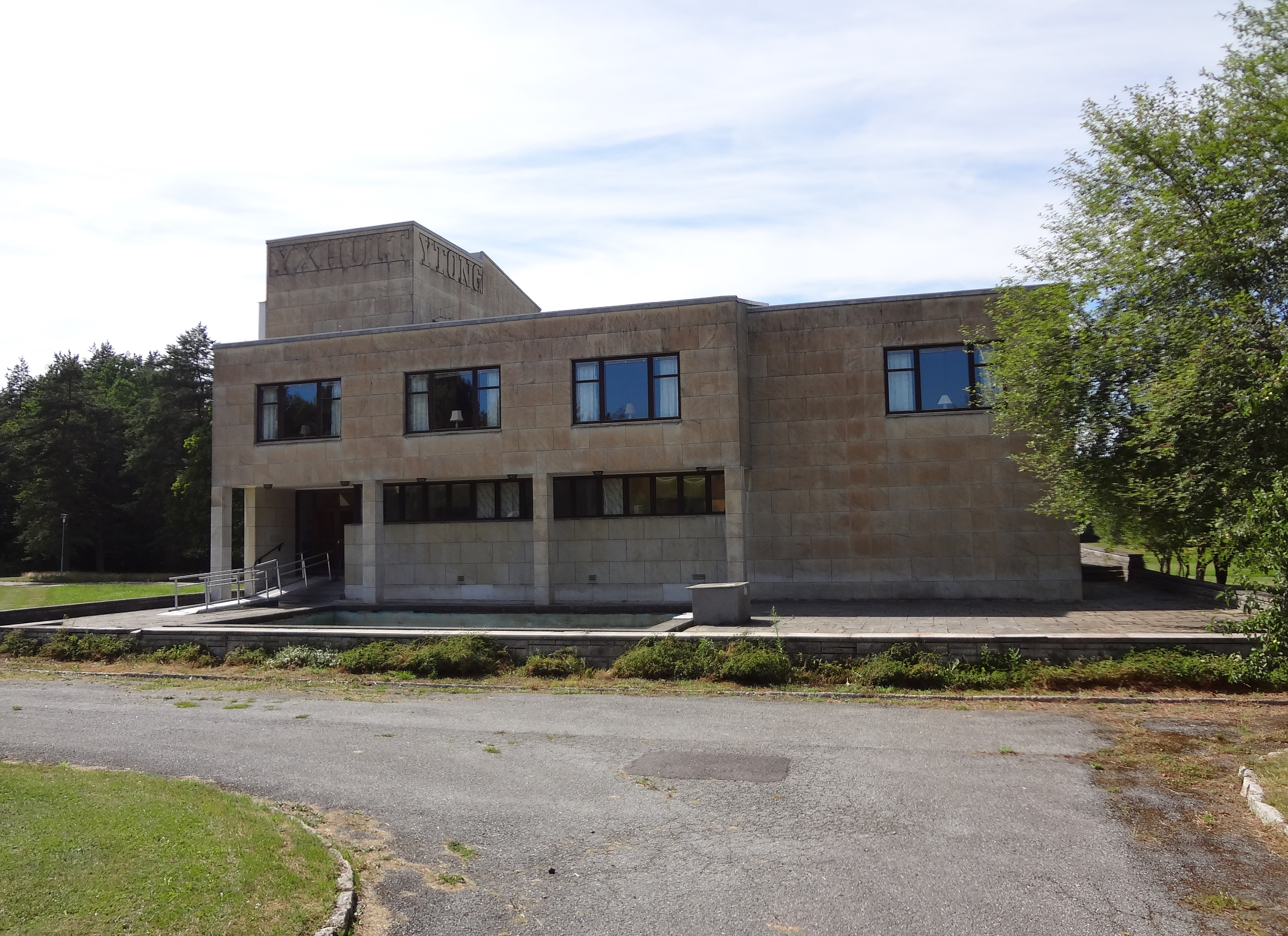
Norra byggnaden Yxhult AB i marmor med huvudingång

Yxhultsbolagets huvudkontor i Hällabrottet i Kumla kommun ritades av arkitekt Helge Zimdal. Kontoret byggdes 1956-57 och var i användning som sådant fram till om med 2002 då huvudkontoret flyttade till Kvarntorp. 
Yxhultsbolagets huvudkontor har av Riksantikvarieämbetet bedömts att ha ett mycket högt kulturhistoriskt värde. Byggnadens exteriör i marmor, lättbetong och kalksandsten speglar hela Yxhultindustrins verksamhet och produktion. Den påkostade interiören med äkta material som marmor och teak bidrar även till byggnadens höga kulturhistoriska värde.    

## Exteriör
Den ursprungliga långsträckta huvudfasaden, som nu är riven, var uppförd i blå lättbetongblock i söder och delvis klädd med marmor åt norr. Ursprungligen var lättbetongen exponerad. Senare kläddes fasaden med isoleringsskivor och putsades med kalkputs i en ljus kulör. 
Den senare tillbyggnaden åt nordväst har en fasad av huggen och slät mexisten. Fönster- och dörromfattningar är i slät mexisten. Mexidelen är ihopfogad med den äldre delen via en glasad gång med stora fönsterpartier. 
Marmordelen har bruna fönsterbågar och fönsterband i trä, inklusive ett större glasat parti mot väster. Lättbetongdelen har vitmålade enluftsfönster medan mexidelen har brunbetsade fönsterbågar i trä med en tvärpost.  
Huvudentrén omgärdas av glasade partier och dörren utgörs av en glasad trädörr med smala ribbor. I övrigt finns såväl aluminiumdörrar och tidstypiska 1970-tals dörrar i betsat trä med sidoljus och överljus.  
Framför huvudfasaden finns en terrass i kalksten med en nedsänkt vattenspegel. Terrassen svänger runt byggnadens norra fasad.  

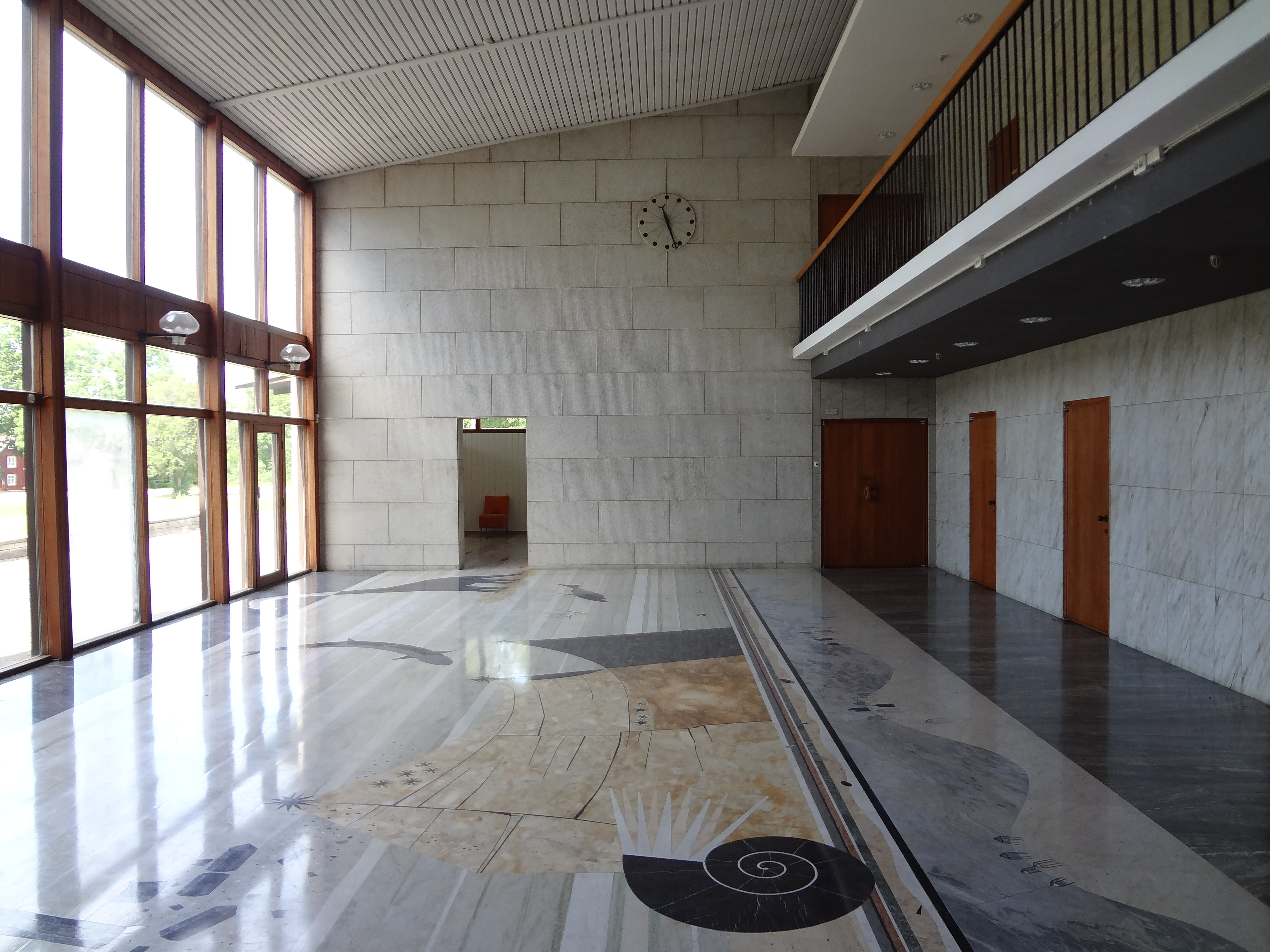
Norra byggnadens interiör med marmorgolv

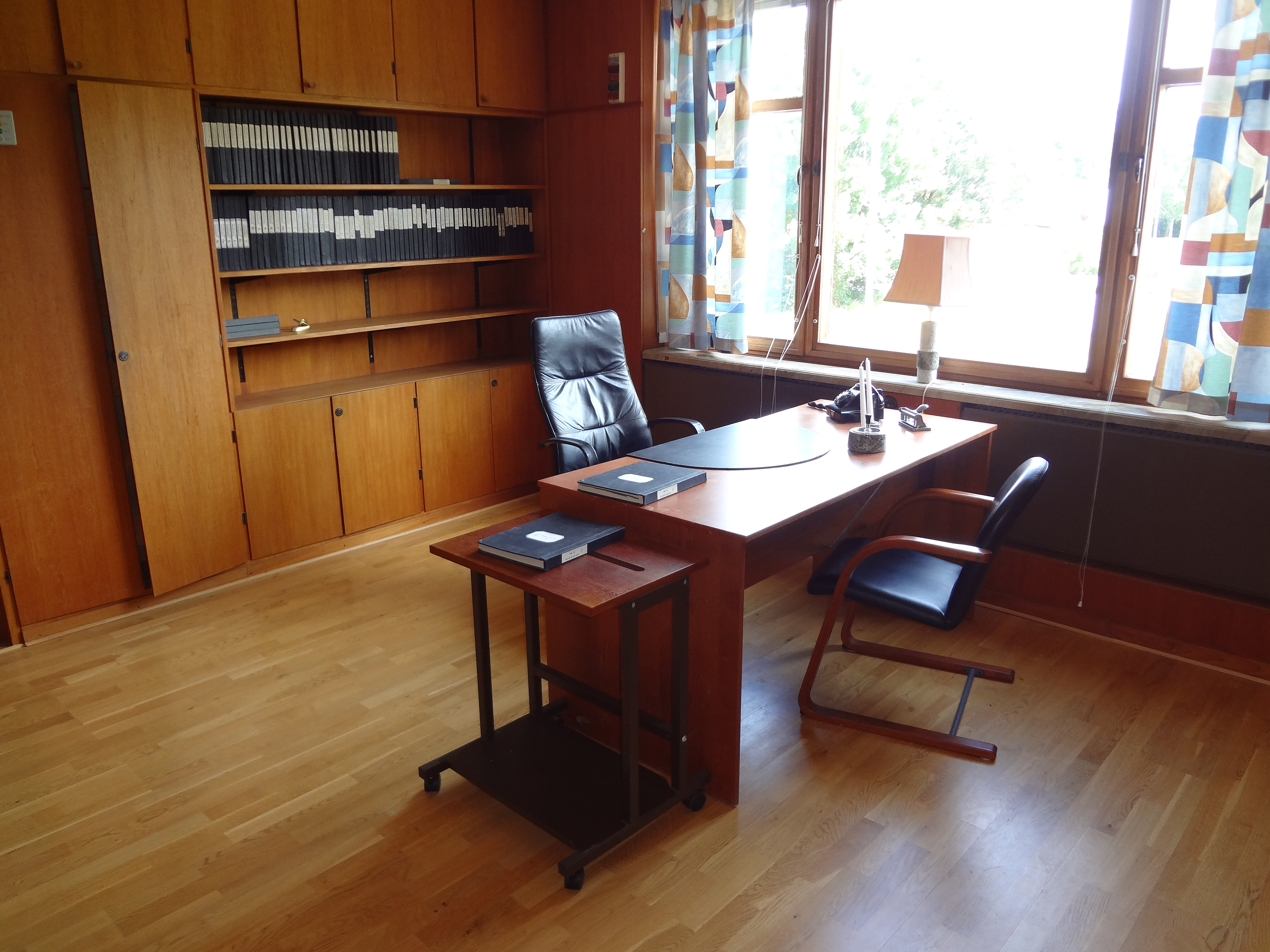
Kontor för direktionen

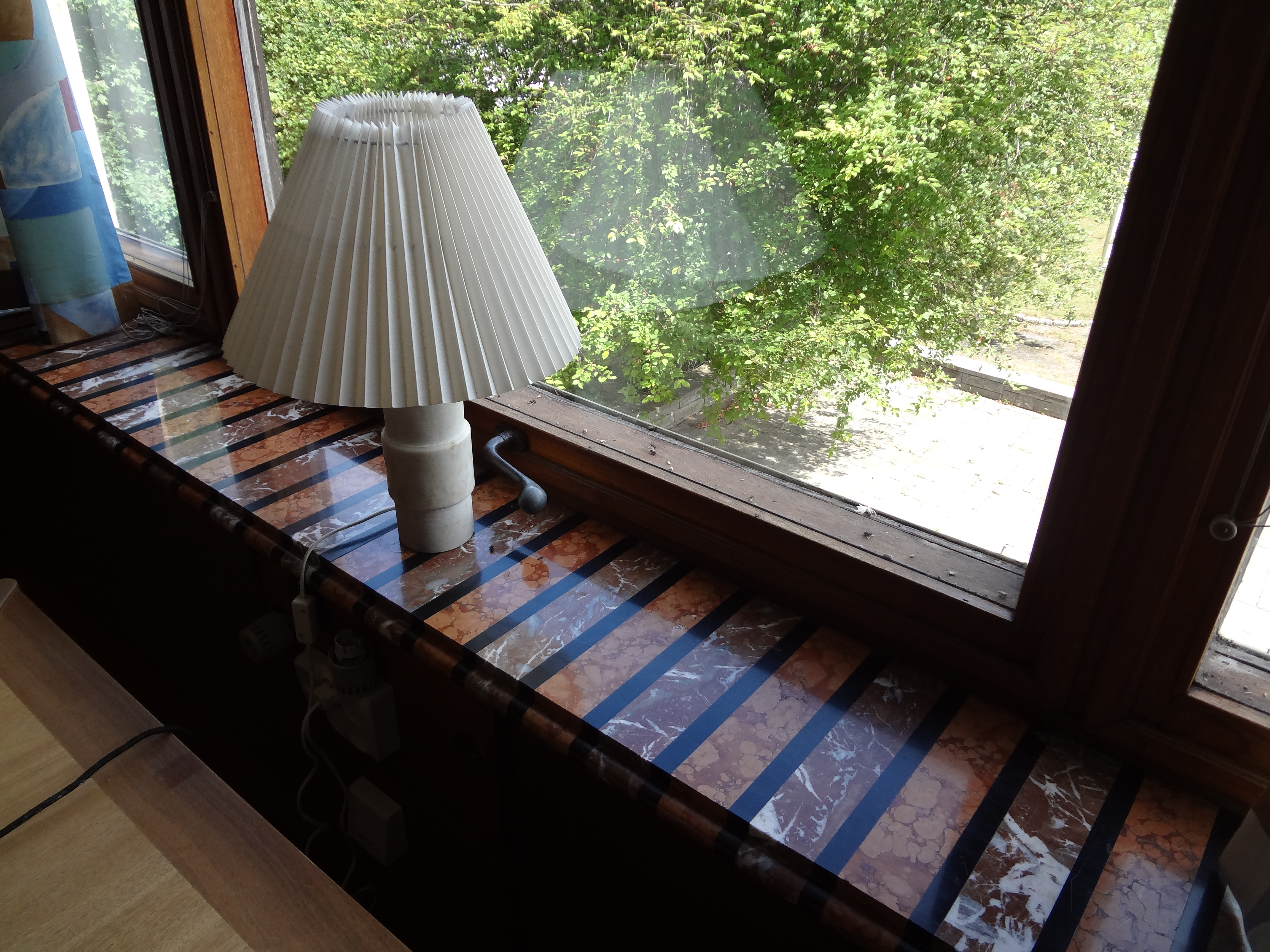
Fönsterbänk i marmor på direktionskontoret

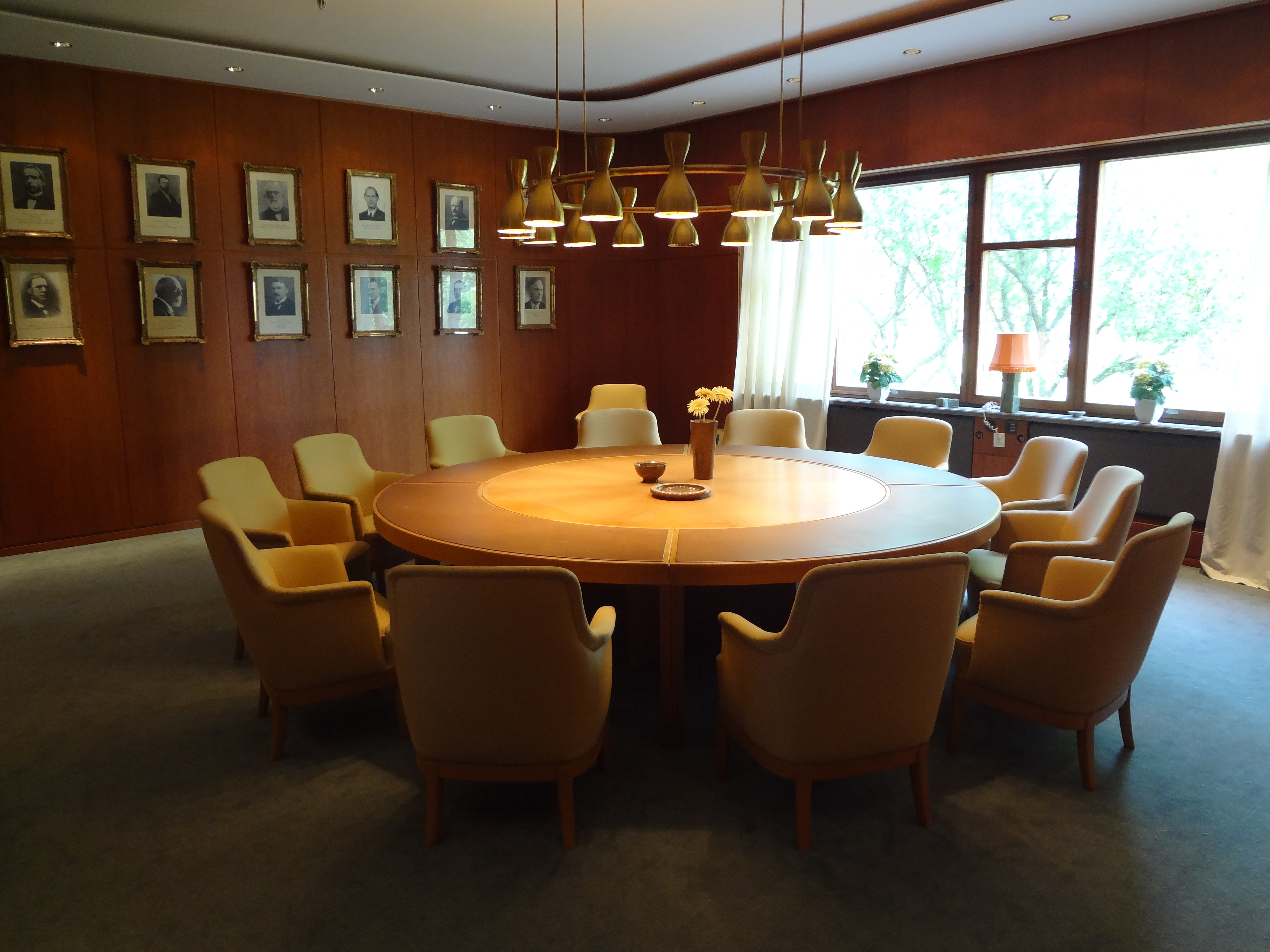
Styrelserummet

## Interiör
Den marmorklädda delen innehåller representativa delar med styrelserum, konferensrum och tjänsterum för bolagets direktörer. Miljön genomsyras av påkostade material som marmor och teak. 
I entréhallen finns ett påkostat marmorgolv formgett av Bengt Blomqvist som visar hur marmor skapas. Golvet innehåller 34 olika sorters marmor. De övriga delarna av byggnaden innehåller kontors- och personalutrymmen. 